# 兵庫県立西宮北高等学校
兵庫県立西宮北高等学校（ひょうごけんりつにしのみやきたこうとうがっこう）は、兵庫県西宮市苦楽園二番町にあった公立高等学校。
2025年度より、兵庫県立西宮甲山高等学校と統合し、兵庫県立西宮苦楽園高等学校となった。発表は2022年（令和4年）7月14日に兵庫県教育委員会より。11月17日には、当校の校地に統合校が設置されることが決定した。

## 概要
- 学力検査（一般入試）は、兵庫県内公立高校第2学区における複数志願方式で、3月中旬に実施されている。
- 特色選抜は定員20名で、科学探究（理系）・社会探究類型（国公立大文系）を希望する受験生を対象に、2月中旬に実施されている。
- 特色ある科目として、「解析基礎（科学探究・社会探究類型）」「科学研究（科学探究類型）」、「国際事情研究（社会探究類型）」を開講している。

## 沿革
- 1971年（昭和46年）4月 - 開校。開校当初より総合選抜実施。
- 1972年（昭和47年） - 現在地に移転。
- 1983年（昭和58年） - 西宮甲山高校開校によって西宮北高校に進学する生徒の居住地域が南にずれる。
- 1986年（昭和61年） - 理数コース設置。
- 2003年（平成15年） - 理数コースをサイエンスコミュニケーションコースに改編。
- 2009年（平成21年） - 総合選抜廃止。
- 2010年（平成22年） - サイエンスコミュニケーションコースの生徒募集停止。
- 2011年（平成23年） - 特色選抜を導入。
- 2022年（令和4年）7月14日 - 兵庫県立西宮甲山高等学校との統合が発表される[1]。
- 2022年（令和4年）11月17日 - 2025年度に開校する統合校は兵庫県立西宮北高等学校の校地を使用することが決定[2]。

## その他
- 吹奏楽部の活動が盛んで、1999年から2001年まで関西吹奏楽コンクール高等学校小編成の部で優秀賞を受賞している。
- 小説家谷川流の母校で、角川スニーカー文庫から刊行されている小説『涼宮ハルヒシリーズ』、およびアニメ『涼宮ハルヒの憂鬱』の舞台「県立北高校」のモデルとなっている[3]。アニメ化の際には本校の施設が登場した。
  - これに伴い、映画『涼宮ハルヒの消失』テーマソングである茅原実里の8作目のシングル『優しい忘却』のPVおよびジャケット写真の撮影が行われた[4]。その時に書かれた茅原の色紙が、職員室前に飾られている。

## 著名な出身者
- 田口壮（元プロ野球選手）
- 谷川流（小説家）
- 桑原達秋（福井テレビ元アナウンサー）
- 片山怜雄（俳優）
- 高田潔（消費者庁次長）
- 山本晃久（映画プロデューサー）
- フジモトヨシタカ（ミュージシャン）
- 寶馨（京都大学名誉教授、日本高等学校野球連盟会長）
- 佐藤弓生（歌人）
- 前田匡史（国際協力銀行会長）
- 植草凛（沖縄テレビ放送アナウンサー）
- 鎮西寿々歌（FRUITS ZIPPER）